# Vissösjön
Vissösjön är en sjö i Värnamo kommun i Småland och ingår i Lagans huvudavrinningsområde. Sjön är 17,6 meter djup, har en yta på 0,311 kvadratkilometer och befinner sig 159 meter över havet.

## Delavrinningsområde
Vissösjön ingår i det delavrinningsområde (634298-137173) som SMHI kallar för Utloppet av Annebergssjön. Medelhöjden är 164 meter över havet och ytan är 8,46 kvadratkilometer. Räknas de 2 delavrinningsområdena uppströms in blir den ackumulerade arean 20,3 kvadratkilometer. Kvarnån som avvattnar avrinningsområdet har biflödesordning 4, vilket innebär att vattnet flödar genom totalt 4 vattendrag innan det når havet efter 158 kilometer. Delavrinningsområdet består mestadels av skog (63 %). Avrinningsområdet har 1,95 kvadratkilometer vattenytor vilket ger det en sjöprocent på 23 %.